# Raphaël Sorin
Pour les articles homonymes, voir Sorin.
Raphaël Sorin est un éditeur français né le 12 août 1942 à Chambéry et mort le 16 mai 2021 à Paris,. Il s’est notamment fait remarquer pour avoir publié les livres de Michel Houellebecq, Charles Bukowski, Laurent Obertone et Jean-Louis Costes.

## Biographie
Fils d'un bijoutier et d'une traductrice, après deux ans passés au séminaire de Roland Barthes à l'École pratique des hautes études, Raphaël Sorin commence à travailler dans l'édition à partir de 1964 aux éditions du Seuil. 
Après 1968, il devient éditeur aux éditions Champ libre jusqu'en 1974.
En 1975, il refonde les éditions Le Sagittaire avec entre autres Gérard Guégan et Olivier Cohen ; cette maison ferme en 1979.
Dans les années 1980, Sorin collabore à des journaux et poursuit une activité éditoriale cette fois chez Albin Michel.
À la fin des années 1990, il devient l'éditeur de Michel Houellebecq aux éditions Flammarion.
En 2001, il devient membre du jury du prix Marguerite-Duras.
Il est en dernier lieu directeur littéraire des éditions Ring qui disparaît peu après son décès. 
Il est inhumé au cimetière de Saint-Martin-de-Ré.

### Famille
Sorin compte comme cousin l'écrivain de langue allemande Elias Canetti, récompensé par le prix Nobel de littérature en 1981.

## Parcours professionnel

### Éditeur
- Le Seuil (dès 1964)
- Champ Libre
- Le Sagittaire
- Albin Michel
- Flammarion
- Éditions Fayard
- Buchet/Chastel (conseiller éditorial pour le groupe Libella)
- Ring[4] (directeur littéraire)

### Journaliste littéraire
- Le Monde
- L'Express
- La Quinzaine littéraire
- Le Matin de Paris
- Globe
- France Culture
- France Inter, Le Masque et la Plume
- France 3, émission littéraire Boîte aux lettres
- Paris Première, Rive droite / Rive gauche
- i-télévision, Postface

## Publications
- Serge à trois temps, roman, Paris, Le Seuil, juin 1962.
- 7 images pour  Wolf Vostell[6], galerie Lavignes Bastille, Paris, 1990.
- Avec Maurice Imbert, Adrienne Monnier & la Maison des amis des livres. 1915-1951, coll. « Empreintes », Paris, Imec, 1991.
- Produits d'entretien, Finitude[7], 2005. Recueil d'entretiens et de portraits de Pierre Bettencourt, Louis Scutenaire, Henri Calet, Jean Forton, Norge, les membres du Grand Jeu, etc.
- Vingt et un irréductibles, Finitude, 2009. Recueil de 21 entretiens avec Marc Bernard, Henri Pollès, Henri Thomas, Louis Calaferte, Marcel Mariën, Michel Ohl, Yves Martin, Elias Canetti, etc. Ouvrage illustré d'une douzaine de photos et de fac-similé.
- Les Terribles, Finitude, 2011.
- Lettres ouvertes, Toulouse, éditions de l'Ixcéa, coll. « À bout portant », 2012.
- Le Pantalon de Beckett, Toulouse, éditions de l'Ixcéa, 2012.

### Correspondance
- Correspondance, volume 1, Éditions Champ Libre, Paris, 1978 Échange de lettres avec l'éditeur Gérard Lebovici qui conduit Raphaël Sorin à quitter Champ Libre en 1974.